# HD222126
HD222126 — хімічно пекулярна зоря спектрального класу A0, що має видиму зоряну величину в смузі V приблизно  9,7.
Вона  розташована на відстані близько 1109,4 світлових років від Сонця.